# Partido judicial de Almería
El partido judicial de Almería es el partido judicial n.º 1 de la provincia de Almería y uno de los ocho partidos en los que se divide la provincia de Almería, en España.

## Ámbito geográfico
El ámbito territorial, que viene regulado por el Real Decreto 529/1983, de 9 de marzo, comprende los municipios:
- Abla
- Abrucena
- Alboloduy
- Alcudia de Monteagud
- Alhabia
- Alhama de Almería
- Alicún
- Almería
- Almócita
- Alsodux
- Beires
- Benahadux
- Benitagla
- Benizalón
- Bentarique
- Canjáyar
- Castro de Filabres
- Enix
- Felix
- Fiñana
- Gádor
- Gérgal
- Huécija
- Huércal de Almería
- Íllar
- Instinción
- Lucainena de las Torres
- Nacimiento
- Níjar
- Ohanes
- Olula de Castro
- Padules
- Pechina
- Rágol
- Rioja
- Santa Cruz de Marchena
- Santa Fe de Mondújar
- Senés
- Sorbas
- Tabernas
- Tahal
- Terque
- Las Tres Villas
- Turrillas
- Uleila del Campo
- Velefique
- Viator
- Vícar